# اوجنیو موسو
اوجنیو موسو (به ایتالیایی: Eugenio Mosso) بازیکن فوتبال و اهل ایتالیا است که از سال ۱۹۱۴ میلادی عضو تیم ملی فوتبال ایتالیا بوده و در ۱ بازی ملی حضور داشته‌است. او در بازی‌های ملی‌اش گلی به ثمر نرساند.
اوجنیو موسو آخرین بازی ملی خود را در سال ۱۹۱۴ میلادی انجام داد.